# Elacatis delusa
Elacatis delusa is een keversoort uit de familie platsnuitkevers (Salpingidae). De wetenschappelijke naam van de soort werd in 1923 gepubliceerd door Chapin.